# G-Funk
G-funk (Gangsta-funk o Ghetto-funk) és un tipus de música hip-hop que va emergir del gangsta rap de la costa oest dels Estats Units a principis de la dècada dels 90. Aquest gènere va ser caracteritzat per un tema generalment hedonistic en el qual s'incloïa el sexe, la violència i les drogues. El G-funk es va convertir en el subgénero principal del mainstream del hip hop per un espai de temps d'uns gairebé quatre anys (des del llançament del The Chronic de Dr. Dre en 1992, fins a la caiguda de Death Row Records en 1996).

## Artistes del gènere
- Bone-Thugs-n-Harmony
- Dr. Dre
- Snoop Dogg
- Eazy-E
- N.W.A.
- 2Pac
- Above the Law
- Ice Cube
- Ice T